# فلت‌آیرون‌ها

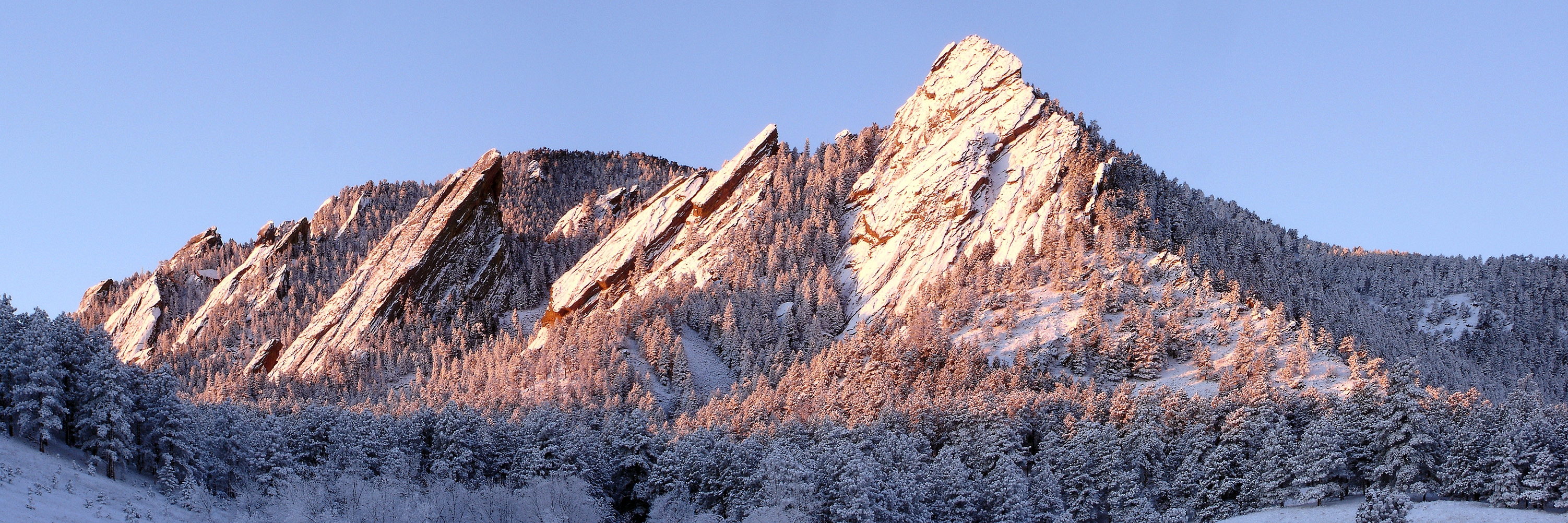
نمای فلت‌آیرون اول تا پنجم از پارک چاتاکووا.

فلت‌آیرون‌ها به ۵ ساختار صخره‌ای بزرگ در کوهپایه شرقی کوه گرین واقع در بولدر (ایالت کلرادو آمریکا) گفته می‌شود که از فلت‌آیرون تشکیل شده‌اند. این صخره‌ها به ترتیب از جنوب به شمال با شماره‌های ۱ تا ۵ نامگذاری شده‌اند. تعداد زیادی فلت‌آیرون دیگر در جنوب این کوه و قله بیر وجود دارند که با نام‌های دیگر شناخته شده‌اند.